# Liste des États non reconnus internationalement

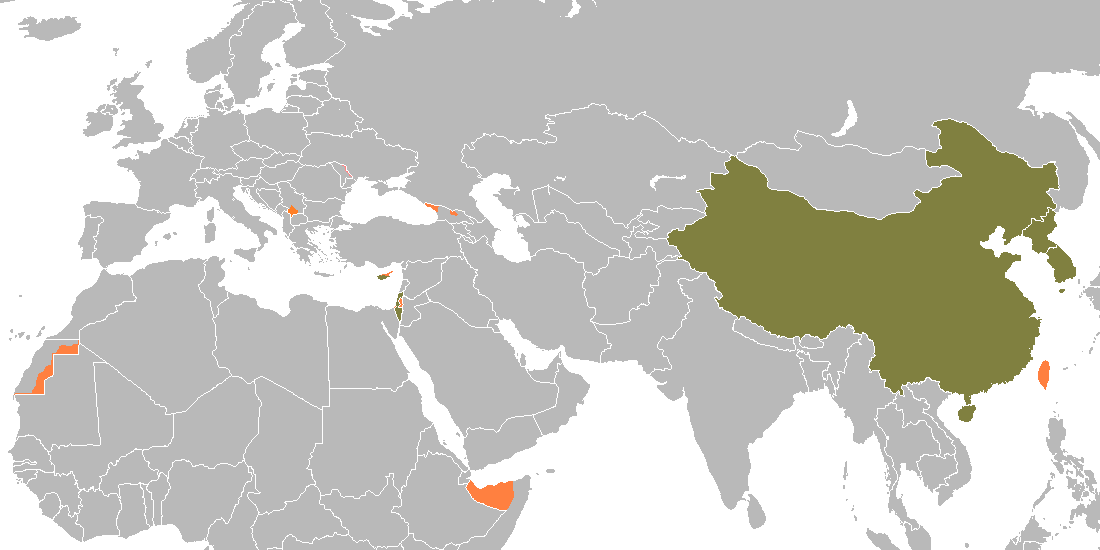
États membres de l'ONU, non reconnus par au moins un autre membre
États non-membres de l'ONU reconnus par au moins un membre
États reconnus uniquement par des États non-membres de l'ONU
États reconnus par aucun autre État

Certaines entités territoriales contemporaines de fait souhaitent être reconnues de droit comme des États souverains, mais se heurtent au manque de la reconnaissance diplomatique internationale nécessaire pour être reconnues par les États existants et les organisations internationales interétatiques comme un nouvel État en droit international. Elles commencent donc leur existence en proclamant une déclaration unilatérale d'indépendance, qui reste à être reconnue par d'autres États.
Dans la pratique, on trouve des listes d'États reconnus internationalement par le fait qu'ils sont membres d'organisations internationales inter-étatiques, universelles ou régionales et ont donc ratifié ou adhéré à leur traité constitutif, ou parce qu'ils ont ratifié des traités bilatéraux avec d'autres États :
- par exemple, les États membres de l'ONU, qui ont ratifié ou adhéré à la Charte ;
- des États non membres de l'ONU, reconnus par un ou plusieurs États membres de l'ONU ;
- des États non membres de l'ONU, reconnus par un ou plusieurs autres États non membres de l'ONU ;
- des États ni membres de l'ONU, ni reconnus par un autre État.

Le présent article liste les quatre dernières catégories d’États.

## Droit international
En droit international, nul ne peut passer une frontière sans un passeport ou un document d'identité émis par un État. Dans leurs pratiques concrètes, les entités non reconnues sur le plan international doivent demander, pour leurs ressortissants, des passeports à un État reconnu par l'ONU pour leur permettre de voyager. À titre d'exemple, les ressortissants de Chypre du Nord voyagent sous passeport turc, et ceux d'Abkhazie, d'Ossétie du Sud-Alanie ou de Transnistrie sous passeport russe. Toutefois, certaines entités non reconnues sur le plan international émettent leurs propres passeports reconnus pour les voyages internationaux, à l'image de la république de Chine (Taiwan). Pour légitimer leur revendication de reconnaissance internationale, les entités non reconnues sur le plan international opposent le droit à l'autodétermination à celui d'intégrité territoriale et organisent des référendums pour étayer cette légitimité.

## Entités actuelles par niveau de reconnaissance
Les critères d'entrée sont :
- trois éléments objectifs : un gouvernement effectif qui exerce sa souveraineté sur un territoire donné où est établie une population donnée, et
- un élément subjectif : être reconnu comme un État par au moins un autre État.

### États membres de l'ONU, non reconnus par au moins un État
| Nom                                        | Statut | Réclamation territoriale | Politique étrangère | Références |
| ------------------------------------------ | --- | --- | --- | ---------- |
| République d’Arménie                       | La république d'Arménie, indépendante depuis 1991, n'est pas reconnue par un État membre de l'ONU, le Pakistan, celui-ci ayant soutenu la république d'Azerbaïdjan lors de la guerre du Haut-Karabagh. | | Politique étrangère, missions (Représentations diplomatiques en république d'Arménie, Représentations diplomatiques de la république d'Arménie)                                             | ,          |
| Chine                                      | La république populaire de Chine (RPC), proclamée en 1949, n'est pas reconnue par 12 États membres de l'ONU et un État observateur non-membre (l'ensemble des 13 États ayant des relations diplomatiques avec la république de Chine), et un État non-membre (Taïwan). Plusieurs États ont manifesté leur intérêt à reconnaître simultanément la RPC et la république de Chine, mais se heurtent au refus de la RPC en vertu du principe d'une seule Chine,. Selon la résolution 2758 de l'Assemblée générale des Nations unies, la RPC est le seul représentant légal de la Chine aux Nations unies. | Taïwan considère être le seul gouvernement légal de l'ensemble de la Chine, tant que le PCC ne permettra pas d'élections libres en RPC. | Politique étrangère, missions (Représentations diplomatiques en république populaire de Chine, Représentations diplomatiques de la république populaire de Chine)                           | [ 9 ]      |
| République de Chypre                       | Chypre, indépendante depuis 1960, n'est pas reconnue par un membre de l'ONU (Turquie) et un État non-membre (Chypre du Nord), à la suite de la partition de l'île. | La République turque de Chypre du Nord proclame sa souveraineté sur une partie de l'île. | Politique étrangère, missions (Représentations diplomatiques à Chypre, Représentations diplomatiques de Chypre)                                                                             | ,          |
| République de Corée                        | La république de Corée, indépendante depuis 1948, n'est pas reconnue par un membre de l'ONU, la Corée du Nord. | La République populaire démocratique de Corée revendique être le seul gouvernement légitime de Corée. | Politique étrangère, missions (Représentations diplomatiques en république de Corée, Représentations diplomatiques de la république de Corée)                                               | ,          |
| République populaire démocratique de Corée | La république populaire démocratique de Corée, indépendante depuis 1948, n'est pas reconnue par plusieurs membres de l'ONU : les États-Unis, le Japon, la France, l'Estonie ainsi que la république de Corée. | La République de Corée revendique être le seul gouvernement légitime de Corée | Politique étrangère, missions (Représentations diplomatiques en république populaire démocratique de Corée, Représentations diplomatiques de la république populaire démocratique de Corée) | ,          |
| État d’Israël                              | L'État d'Israël, indépendant depuis 1948, n'est pas reconnu par 21 États membres de l'ONU (voir Conflit israélo-arabe). L'Organisation de libération de la Palestine reconnaît l'existence de l'État d'Israël, tout en réclamant le respect de sa souveraineté en Cisjordanie et dans la Bande de Gaza selon la résolution 242 du Conseil de sécurité des Nations unies de 1967. | L' État de Palestine, représenté par l'Organisation de libération de la Palestine, réclame le retrait des colonies des territoires occupés par Israël dans la bande de Gaza et la Cisjordanie en accord avec les délimitations définies par l'ONU. | Politique étrangère, missions (Représentations diplomatiques en État d'Israël, Représentations diplomatiques de l'État d'Israël)                                                            | ,          |

### États observateur de l'ONUnon reconnu par au moins un état
| Nom               | Statut | Réclamation territoriale | Politique étrangère | Références |
| ----------------- | --- | --- | --- | ---------- |
| État de Palestine | En 1988, l'État de Palestine est proclamé indépendant par l'Organisation de libération de la Palestine (OLP) depuis Alger. À cette époque, l'OLP ne contrôle aucun territoire réclamé. À la suite des accords d'Oslo et à l'accord intérimaire sur la Cisjordanie et la bande de Gaza, est établie en 1994 une Autorité palestinienne qui gère une partie des territoires revendiqués. L'Autorité palestinienne participait jusqu'en 2012 à l'ONU comme "entité non-État avec statut d'observateur" et était membre à part entière de l'UNESCO sous le nom de « Palestine »,. L'État de Palestine a été formellement reconnu comme « État non membre » de l'ONU en 2012. La Palestine, membre de la Ligue arabe et de Organisation de la coopération islamique, est actuellement[Quand ?] reconnue par 147 États membres de l'ONU (voir Liste des pays reconnaissant l'État de Palestine),, ainsi que par le Saint-Siège et la République arabe sahraouie démocratique. | L' État d’Israël reconnaît l'Autorité palestinienne, mais pas l'État de Palestine, et a occupé une partie de son territoire, en violation de la résolution 242 du Conseil de sécurité des Nations unies datant de 1967 et malgré 40 autres résolutions par l'ONU. | Politique étrangère, missions (Représentations diplomatiques en État de Palestine, Représentations diplomatiques de l'État de Palestine) | ,          |

### États non-reconnus de facto par l'ONUreconnus par au moins un membre de l'ONU
| Nom                                     | Statut | Réclamation territoriale | Politique étrangère | Références |
| --------------------------------------- | --- | --- | --- | ---------- |
| République d’Abkhazie                   | La république d'Abkhazie proclame son indépendance en 1999. Elle est actuellement reconnue par cinq États membres de l'ONU (Russie, Nicaragua, Venezuela, Nauru et Syrie) et trois États non-membres (république du Haut-Karabagh, république d'Ossétie du Sud et république moldave du Dniestr),. La république de Vanuatu qui avait reconnu l'Abkhazie en 2011 a cessé de le faire en juillet 2013, avant d'établir des relations diplomatiques avec la Géorgie et reconnaître son intégrité territoriale en avril 2014. Tuvalu, qui avait reconnu également l'Abkhazie en 2011, s'est rétracté en 2013 | La République de Géorgie considère l'Abkhazie comme part de son territoire souverain, en tant que « région autonome ». | Politique étrangère, missions (Représentations diplomatiques en république d'Abkhazie, Représentations diplomatiques de la république d'Abkhazie)                                                         | ,          |
| République arabe sahraouie démocratique | La République arabe sahraouie démocratique proclame son indépendance en 1976 et dispute la souveraineté du Sahara occidental au Royaume du Maroc. En 2011, elle est reconnue par 31 États membres de l'ONU et est membre de l'Union africaine. Plusieurs États se sont depuis rétractés, déclarant attendre le résultat d'un référendum d'auto-détermination, 57 conservant des liens diplomatiques,. Le Sahara occidental n'est pas reconnu comme part du Royaume du Maroc par plusieurs États, mais une cinquantaine de pays soutiennent l'Initiative marocaine pour le Sahara occidental. L'« intégrité territoriale » du Royaume du Maroc est favorisé par la Ligue arabe. La Résolution 34/37 de l'Assemblée générale des Nations unies reconnaît le droit au peuple du Sahara occidental le droit à l'auto-détermination et reconnaît le Front Polisario comme représentant de ce peuple. Le Sahara occidental est considéré comme un territoire non autonome par l'ONU. | Le Royaume du Maroc considère le Sahara occidental comme part de son territoire souverain. | Politique étrangère, missions (Représentations diplomatiques en République arabe sahraouie démocratique, Représentations diplomatiques de la République arabe sahraouie démocratique) Statut légal        | [ 64 ]     |
| République de Chine                     | La république de Chine (aussi appelée Taïwan), formée constitutionnellement en 1912, est actuellement reconnue comme État par 12 États membres de l'ONU (Belize, Eswatini, Guatemala, Haïti, Îles Marshall, Nauru, Palaos, Paraguay, Saint-Christophe-et-Niévès, Sainte-Lucie, Saint-Vincent-et-les-Grenadines, Tuvalu) et le Saint-Siège. Tous les autres États membres de l'ONU ne reconnaissent pas officiellement la république de Chine comme État ; certains voient son territoire comme de jure faisant part de la république populaire de Chine pendant que d'autres évitent de prendre position. Au fil des ans, la république de Chine a pris des positions variées vis-à-vis des États souhaitant reconnaître et la république populaire de Chine et la république de Chine. | La République populaire de Chine considère que la république de Chine n'existe plus juridiquement et réclame la souveraineté sur les territoires qu'elle contrôle ; la république de Chine considère que les autorités de la république populaire de Chine sont illégitimes tant qu'un seul parti monopolise le pouvoir et tant que des élections libres n'auront pas lieu ; les nationalistes taïwanais considèrent l'île comme un pays à majorité chinoise mais différent de la Chine, à l'image de Singapour, et revendiquent l'indépendance. | Politique étrangère de la république de Chine, missions (Représentations diplomatiques en république de Chine (Taïwan), Représentations diplomatiques de la république de Chine (Taïwan))Statut politique | [ 68 ]     |
| République turque de Chypre du Nord     | La république turque de Chypre du Nord proclame son indépendance en 1983. Elle est actuellement reconnue par un État membre de l'ONU, la république de Turquie. Elle est membre observateur de l'Organisation de la coopération islamique sous le nom de « État chypriote turc ». La résolution 541 du Conseil de sécurité des Nations unies considère comme invalide l'indépendance de la Chypre du Nord. | La République de Chypre considère l'île de Chypre comme part de son territoire souverain. | Politique étrangère, missions (Représentations diplomatiques en république turque de Chypre du Nord, Représentations diplomatiques de la république turque de Chypre du Nord) Partition de Chypre         | [ 70 ]     |
| République du Kosovo                    | La république du Kosovo proclame son indépendance en 2008. Elle est actuellement reconnue par 98 États membres de l'ONU (voir Kosovo#Reconnaissance internationale) et trois États non-membres : la république de Chine (bien que la république du Kosovo ne la reconnaisse pas), Îles Cook et Niue. Les Nations unies, comme décidé par la résolution 1244 du Conseil de sécurité, administrent le territoire à partir de 1999 à travers la Mission d'administration intérimaire des Nations unies au Kosovo, en coopération avec l'Union européenne depuis 2008. La république du Kosovo est membre du Fonds monétaire international et du World Bank Group. | La République de Serbie considère le Kosovo comme part de son territoire souverain, en tant que « région autonome ». | Politique étrangère, missions (Représentations diplomatiques en république du Kosovo, Représentations diplomatiques de la république du Kosovo)                                                           | ,          |
| République d’Ossétie du Sud-Alanie      | La république d'Ossétie du Sud proclame son indépendance en 1991. Elle est actuellement reconnue par cinq États membres de l'ONU (Russie, Nicaragua, Venezuela, Nauru et Syrie) et trois États non-membres (république du Haut-Karabagh, république d'Abkhazie et république moldave du Dniestr),. | La République de Géorgie considère l'Ossétie du Sud comme part de son territoire souverain. | Politique étrangère, missions (Représentations diplomatiques en république d'Ossétie du Sud, Représentations diplomatiques de la république d'Ossétie du Sud)                                             | ,          |

### États reconnus uniquement par des États non-membres de l'ONU
| Nom                           | Statut | Réclamation territoriale | Politique étrangère | Références |
| ----------------------------- | --- | --- | --- | ---------- |
| République moldave du Dniestr | La république moldave du Dniestr (RMN) dite Transnistrie proclame son indépendance en 1990. Elle est actuellement reconnue par deux États non-membres de l'ONU : république d'Abkhazie et république d'Ossétie du Sud. | La République de Moldavie considère la Transnistrie comme part de son territoire souverain, en tant qu'"Unité territoriale autonome du Dniestr" (UTD). Mais la RMN ne contrôle pas tout le territoire de l'UTD, et elle contrôle en revanche la ville de Tighina et quelques autres territoires qui n'en font pas partie. | Politique étrangère, missions (Représentations diplomatiques en république moldave du Dniestr, Représentations diplomatiques de la république moldave du Dniestr) Reconnaissance internationale, Statut disputé | [ 76 ]     |
| République du Somaliland      | Le Somaliland accède en 1960 à l'indépendance par rapport au Royaume-Uni après la décolonisation du Somaliland britannique et fusionne avec la Somalie italienne pour former la Somalie quelques jours plus tard. En 1991, il déclare son indépendance. Depuis 2023, le Somaliland est reconnu en tant qu'État par la République de Chine. Cette dernière et le Somaliland ont des bureaux de représentation mutuelle dans leurs pays respectifs,. Le Somaliland n'est officiellement reconnu par aucun État membre des Nations unies, bien qu'il entretienne des relations officieuses avec un nombre limité d'entre eux. En janvier 2024, un accord est signé avec l’Éthiopie qui devrait aboutir sur une « reconnaissance formelle » du pays,. | La République fédérale de Somalie considère le Somaliland comme part de son territoire souverain. | Politique étrangère, missions (Représentations diplomatiques en république du Somaliland, Représentations diplomatiques de la république du Somaliland)                                                         | [ 76 ]     |

### Gouvernement reconnu par aucun État
| Nom                            | Statut | Revendication territoriale | Politique étrangère                         | Références |
| ------------------------------ | --- | --- | ------------------------------------------- | ---------- |
| Émirat islamique d'Afghanistan | Lors de l'offensive des talibans de 2021 et du retrait américain du pays, les talibans prennent le pouvoir le 15 août 2021. Aucun État ne reconnaît ce gouvernement. | Le Front national de résistance combat les talibans et considère l'Afghanistan comme faisant partie de son territoire souverain de la république islamique d'Afghanistan, toujours reconnue par l'ONU avec un représentant auprès des Nations Unies, mais dépourvue de dirigeants. | Missions diplomatiques russes et chinoises. |            |

### État reconnu par aucun autre État
| Nom           | Statut | Revendication territoriale | Politique étrangère | Références |
| ------------- | --- | -------------------------- | ------------------- | ---------- |
| Azawad        | L’indépendance de l’Azawad est proclamée par les Touaregs le 6 avril 2012, à l’issue d’une rébellion commencée en janvier, déclenchant la guerre du Mali. Aucun état ne reconnaît ce gouvernement. | Mali                       |                     |            |
| Chinland      | Le Chinland a déclaré son indépendance durant la guerre civile birmane, en 2023. Il est actuellement en guerre avec le gouvernement militaire birman et ne contrôle pas tout le territoire revendiqué. Aucun État ne reconnaît ce gouvernement                                                                | Birmanie                   |                     |            |
| Baloutchistan | Le Baloutchistan déclare son indépendance le 13 mai 2025 et est approuvé par l'Inde le 15. L'Armée de Libération du Baloutchistan proclame en effet celle-ci, au départ secrètement puis annoncé officiellement par le Gouvernement Indien. Cependant, l'Inde ne reconnaît pas encore officiellement le pays. | Pakistan                   |                     |            |

## Entités exclues
Par définition, les peuples isolés n'y sont pas inclus car s'ils contrôlent de facto un territoire, ils ne possèdent pas de structures assimilables à un État. Les micronations ne sont pas intégrées même lorsqu'elles sont reconnues par d'autres micronations, du fait du débat sur le contrôle réel d'un territoire par ces entités.
Les situations de guerre civile ou de vacance du pouvoir sont par définition trop instables et changeantes pour être incluses. Par exemple la guerre civile syrienne a fait émerger des entités indépendantes de fait, au territoire fluctuant, mais que d'autres belligérants souhaitent ré-annexer au terme de la guerre. L'organisation État islamique (qui revendique la totalité du territoire des états reconnus où il est implanté) et le Rojava (Kurdistan syrien) sont deux entités ayant tenté récemment, sans succès, d'évoluer vers les prérogatives d'un État. Les mouvements indépendantistes et les gouvernements en exil qui ne contrôlent par définition pas un territoire sont aussi exclus.
L'ordre souverain militaire et hospitalier de Saint-Jean de Jérusalem, de Rhodes et de Malte et le Saint-Siège (distinct du Vatican) sont des entités souveraines non étatiques qui ne revendiquent plus ni territoire ni État,,,,.

## Position de la doctrine

### Selon Thomas D. Grant
Selon l'avocat en droit international Thomas D. Grant, deux doctrines traditionnelles détaillent le moyen par lequel un État souverain peut être reconnu par ce qu'il appelle la « communauté internationale ». La théorie « déclarative » dispose qu'un État est reconnu par le droit international public s'il adhère à quatre critères : un territoire défini, une population fixe, un gouvernement, la capacité d'établir des relations avec d'autres États. Par contraste, la théorie « constitutive » définit un État comme reconnu par le droit international public s'il est reconnu par au moins un État membre de la « communauté internationale ».
Selon lui, plusieurs entités entrent dans une ou chacune de ces deux définitions, sans pour autant être reconnues internationalement. La non-reconnaissance est souvent le résultat de conflit contre un ou plusieurs États qui considèrent que l'entité fait partie de leur territoire. Parfois, comme dans le cas de la république populaire de Chine et la république de Chine, deux entités revendiquent le même territoire, tout en en contrôlant chacune une partie.
Dans de nombreux cas, la non-reconnaissance diplomatique peut être due à :
- la présence des autorités d'un État souverain sur le territoire, rendant impossible le contrôle de facto de ce territoire par l'entité qui le revendique (cas par exemple de l'enclave angolaise de Cabinda, de la Nouvelle-Guinée occidentale, indonésienne, ou de l'île papoue de Bougainville) ;
- la présence d'une armée étrangère qui permet le contrôle du territoire par une entité auto-proclamée en lieu et place des autorités reconnues comme légitimes par l'ONU (cas par exemple des anciens territoires soviétiques de l'Abkhazie, de l'Artsakh, de l'Ossétie méridionale et de la Transnistrie, ou bien de la Turquie chypriote, ou encore, de 1932 à 1945, de l'État fantoche du Mandchoukouo créé en Chine par l'empire du Japon) ;
- la présence d'une armée étrangère qui empêche l'exercice de la pleine souveraineté par l'entité contrôlant partiellement le territoire et revendiquant l'indépendance (cas par exemple de Tsahal empêchant l'Autorité palestinienne de proclamer l'indépendance d'un État de Palestine).

Certaines entités ne contrôlent aucun territoire ou n'entrent pas entièrement dans les critères « déclaratifs » mais sont néanmoins reconnus comme États de jure par au moins un autre État : ce sont les gouvernements en exil (cas par exemple du Sahara occidental, où c'est l'appartenance de ce territoire au Maroc qui n'est pas internationalement reconnue).